# Panneau de signalisation routière temporaire en France
Les routes ouvertes à la circulation publique sont parfois affectées par des obstacles ou dangers dont l'existence est temporaire. Au sein des techniques d'exploitation qui visent à maintenir dans ces circonstances un certain niveau de service, la signalisation temporaire a pour objet d'avertir et de guider l'usager, afin d'assurer sa sécurité et celle du personnel et de favoriser la fluidité de la circulation.
Elle se présente sous forme de dispositifs destinés à signaler ces conditions temporaires de circulation.

## Principes
Les principes régissant la signalisation routière sont applicables à la signalisation temporaire. Cependant, la spécificité de la signalisation temporaire repose sur les principes complémentaires suivants :

### Principe d'adaptation
La signalisation temporaire doit être adaptée aux circonstances qui l'imposent, afin d'assurer la sécurité des usagers et du personnel, sans contraindre de manière excessive la circulation publique par des réductions importantes de la capacité de la route.

### Principe de cohérence
La signalisation temporaire peut donner des indications différentes de celles de la signalisation permanente. Les panneaux de signalisation permanente concernés doivent alors être masqués provisoirement, dans la mesure où cela est utile pour éviter une contradiction ou pour aider l'usager.

### Principe de valorisation
Dès lors que les mesures d'exploitation sont décidées, la signalisation temporaire doit pouvoir informer l'usager, influer sur son comportement, lui imposer éventuellement certaines restrictions. Le principe général de valorisation impose de rendre crédible aux usagers la situation annoncée. Il y a donc lieu de veiller à l'évolution de la signalisation temporaire, dans le temps et dans l'espace. En particulier la signalisation doit être enlevée dès lors qu'ont disparu les motifs ayant conduit à l'implanter.

### Principes de concentration et de lisibilité
La nécessité d'implanter des dispositifs parfois importants sur une distance relativement courte impose des contraintes particulières, pour éviter une surcharge et une perte de lisibilité.

## Les panneaux et signaux
On ne listera ci-après que les panneaux et balises de signalisation temporaire. Entrent également dans le cadre de la signalisation temporaire les marques temporaires sur la chaussée, la signalisation lumineuse temporaire et les panneaux brandis par le personnel agissant à titre de signaleurs.  

### Triangle de présignalisation
Le triangle de présignalisation d'un véhicule en panne est le premier des signaux temporaires utilisé par l'usager de la route.

### Panneaux de danger
| Ils sont de type AK : - AK2 - Cassis, dos d'âne - AK3 - Chaussée rétrécie - AK4 - Chaussée glissante - AK5 - Travaux - AK14 - Autres dangers - AK17 - Annonce de signaux lumineux - AK22 - Projection de gravillons - AK30 - Bouchon - AK31 - Accident - AK32 - Annonce de nappes de brouillard ou de fumées épaisses | - Panneau AK2, N147 vers Limoges. - Panneau AK3 à Annemasse. - Panneau AK4 à Reignier. - Panneau AK5 pour un chantier de marquage au sol. - Panneau AK14 à Saint-Cyr-sur-Menthon. - Panneau AK17 à Lucinges. - Panneau AK22 à Cranves-Sales. - Panneau AK30 à Arthaz-Pont-Notre-Dame. - Panneau AK31 sur la D916 en Haute-Savoie. - Panneau AK32 sur l'autoroute A410 en Haute-Savoie. |

### Panneaux de prescription
Tous les panneaux de prescription de type B peuvent être utilisés en signalisation temporaire. Certains le sont plus que d’autres comme les limitations de vitesse (B14).

### Panneaux d'indication
À titre exceptionnel, des panneaux de simple indication du type C  peuvent être utilisés.

### Panneaux et dispositifs spécifiques

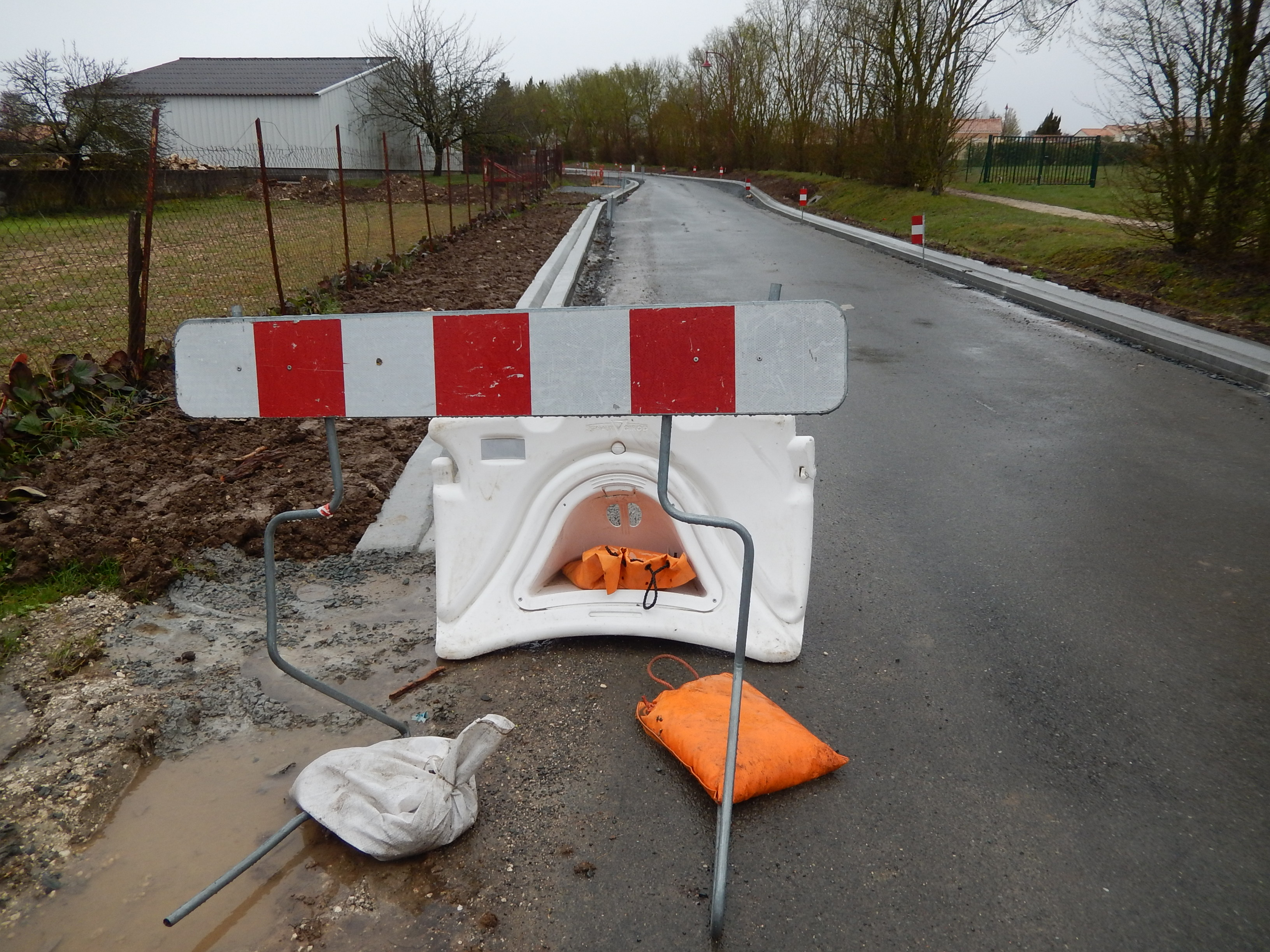
Un barrage de type K2.

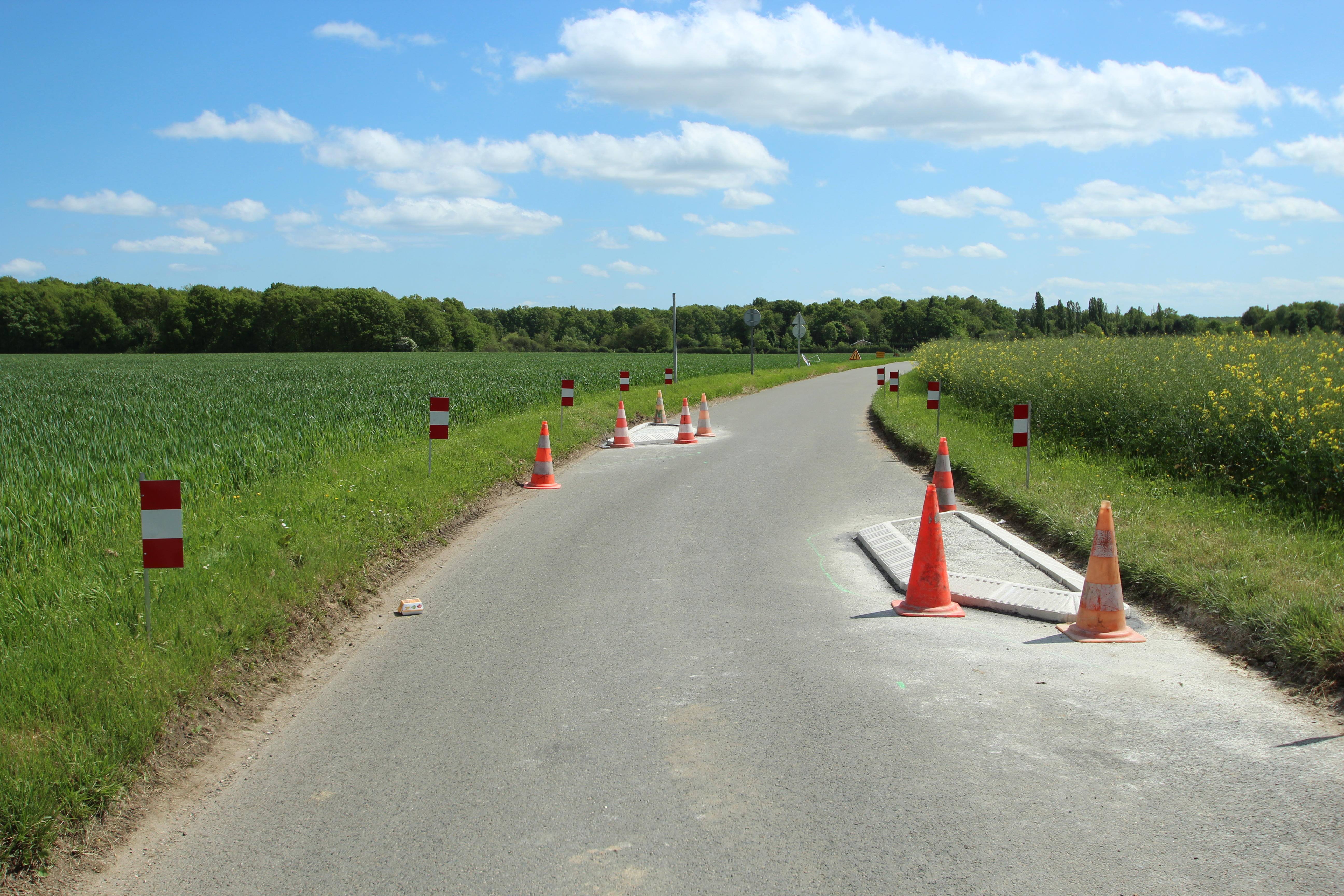
Des piquets K5b et des cônes K5a.

Ils sont du type K, KC ou KD, à savoir :
- K1 : fanion annonçant un danger;
- K2 : barrages de divers types, signalant la position de travaux ou de tout autre obstacle de caractère temporaire ;
- K5 : signalisation de position des limites d'obstacles temporaires ou de chantier, qui comprend :
- K5a : dispositif conique ;
- K5b : piquet ;
- K5c : balise d'alignement ;
- K5d : balise de guidage ;

Ces dispositifs signalent le bord des obstacles et matérialisent la position des limites de chantier. Ils ne doivent pas être remplacés par des fûts métalliques, ceux-ci pouvant toutefois servir en tant que support d'éléments de glissières de sécurité destinées à assurer une limite physique de la zone laissée à la circulation.
- K8 : signal de position d'une déviation ou de rétrécissement temporaire de chaussée ;
- K10a et  K10b  : signaux servant à régler manuellement la circulation ;
- K14 : rubans qui matérialisent la délimitation d'un chantier ;
- K15 : portique de présignalisation de gabarit limité ;
- K16 : séparateur modulaire de voies servant à séparer de façon continue des voies de circulation ou délimiter une zone de chantier et assurer une fonction de guidage ;
- KC1 : panneau d'indication informant l'usager de la présence de chantiers importants ou de situations temporaires dont la nature est mentionnée par une inscription (circulation alternée, barrière de dégel, route barrée, etc.) ;

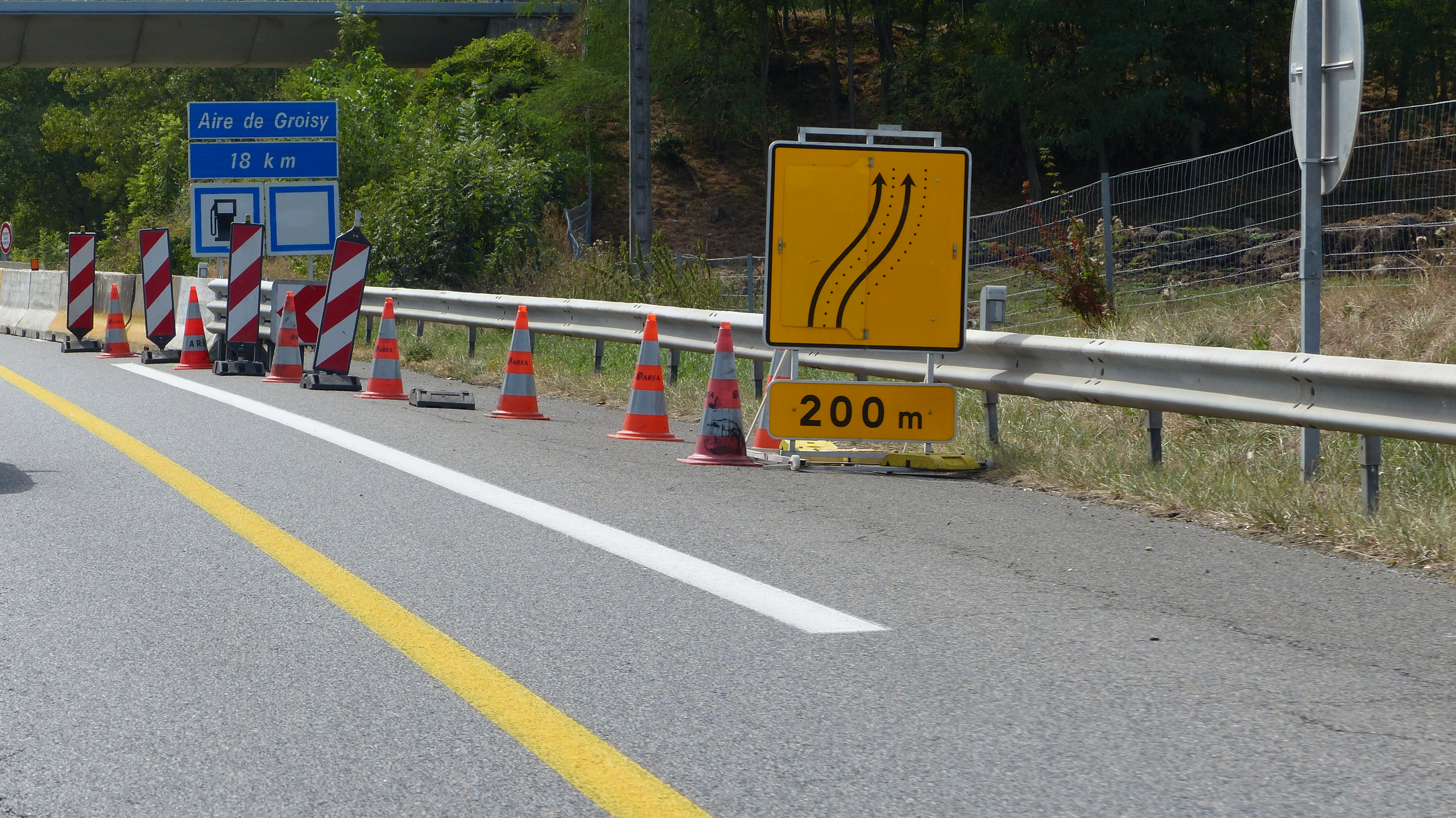
Panneau KD8 en bord d'autoroute A410.

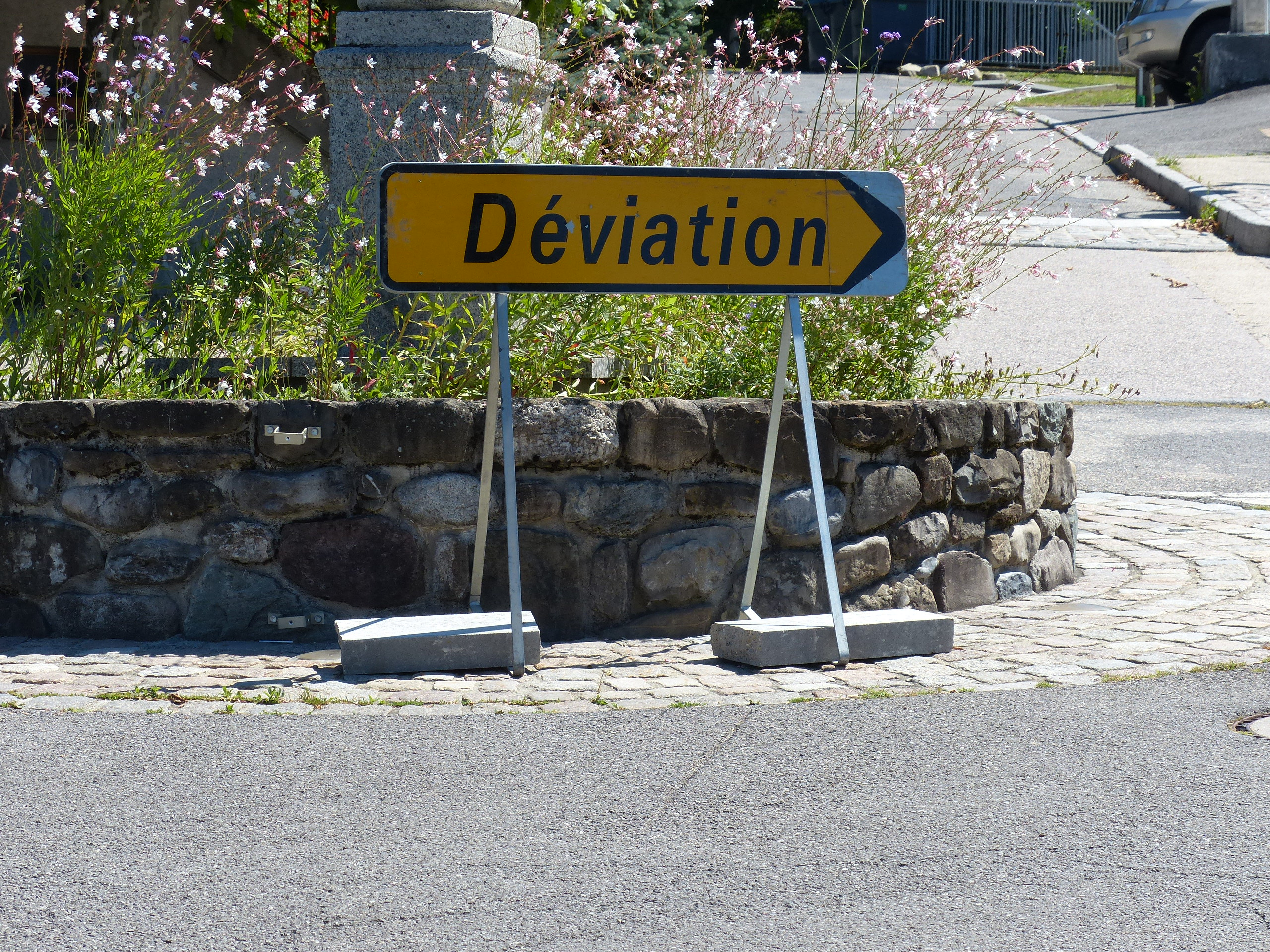
Panneau KD22a, Lucinges, Haute-Savoie.

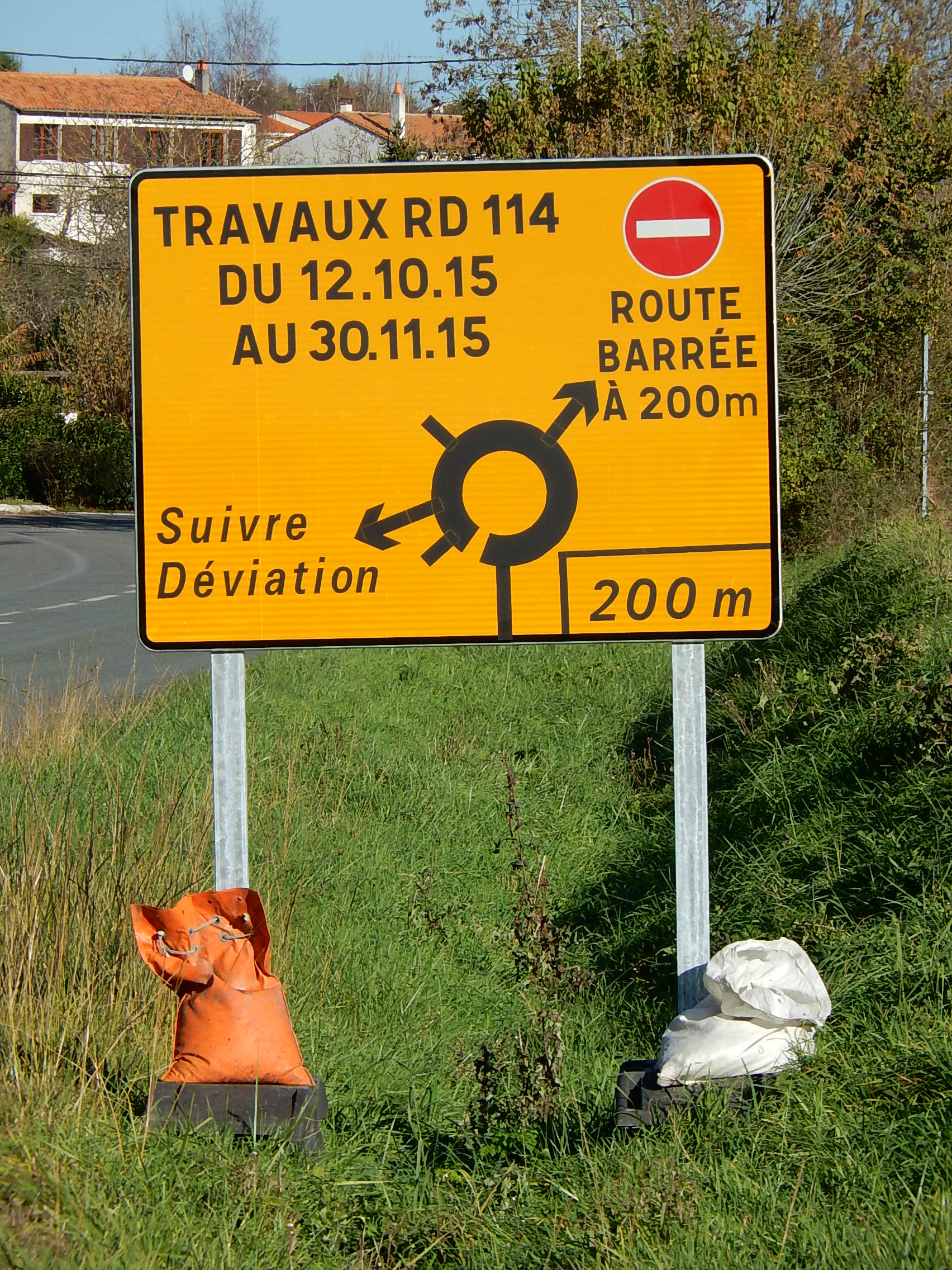
Panneau KD42 à l'approche d'un carrefour giratoire.

- KD8 : panneau de présignalisation de changement de chaussée ;
- KD9 : panneau d'affectation des voies ;
- KD10 : annonce de la réduction du nombre de voies laissées libres à la circulation, sur routes à chaussées séparées ;
- KD21 : panneau de direction d'une déviation avec mention de la ville ;
- KD22 : panneau de direction d'une déviation ;
- KD42 : panneau de présignalisation de déviation ;
- KD43 : panneau de présignalisation courante ;
- KD44 : encart à poser sur un D42 présignalant l'origine d'un itinéraire de déviation ou une intersection sur cet itinéraire ;
- KD62 : panneau de confirmation de déviation ;
- KD69 : panneau de fin de déviation
- KD79 : panneau de signalisation complémentaire d’un itinéraire de déviation.
- KS1 : symbole utilisé pour numéroter un itinéraire de déviation lorsque plusieurs itinéraires de déviations différents se croisent.
  - Les panneaux KD22, KD42, KD43 et KD 62, peuvent, le cas échéant, comporter le symbole KS1, en lieu et place de la mention « Déviation ».
  - L'encart KD44c et les panneaux KD69a et KD79a comportent le symbole KS1.

## Les panonceaux KM
Il s'agit de panonceaux associés aux panneaux temporaires de danger AK. Ils sont de mêmes types et sont désignés par les mêmes chiffres que les panonceaux correspondants de la signalisation permanente (cf. article 9-1 de la première partie de la présente instruction) ainsi :
- le panonceau KM1 est un panonceau de distance analogue au panonceau M1 ;
- le panonceau KM2 est un panonceau d'étendue analogue au panonceau M2 ;
- le panonceau KM9 est un panonceau d'indications diverses analogue au panonceau M9. Il précise notamment la nature de l'obstacle temporaire ou du chantier ;

## Sources
- Arrêté du 24 novembre 1967 modifié relatif à la signalisation des routes et des autoroutes.